# صباح السالم (ممثلة)
صباح السالم (ولدت 1959 م)، ممثلة سورية، شهِدَت تجارِبَ قاسية في مسيرتها، فتعرَّضت للتحرُّش، واتُّهمت بإدمان المخدِّرات، وسُجنت سنوات، وفُصلت من نقابة الفنانين السوريين.

## سيرتها
ولدت في قرية المغلية - الميدان التي تقع شرقي مدينة حمص، يوم الثلاثاء 1 محرم 1379هـ الموافق 7 يوليو 1959.
انتقلت مع أسرتها للعيش في حي الأرمن بمدينة حمص. وتخرَّجت في كلية الصيدلة بجامعة دمشق عام 1978. شاركت في أنشطة النادي السينمائي الجامعي، كأحد أعضائه الذين أسهموا في الحركة الطلابية السورية في سبعينيات القرن العشرين.

## مشوارها المهني
قدَّمت أول عمل تلفازي في مسلسل «تجارب عائلية» عام 1981، مع المخرج علاء الدين كوكش، أسند إليها دور الفتاة المتمرِّدة، وقدَّمت العديد من الأعمال الفنية من مسلسلات وأفلام، واستمرَّ مشوارها الفني طويلًا حتى ابتعدت مع نهاية تسعينيات القرن العشرين. حصلت أثناء عملها بالتمثيل على وظيفة مخبرية في معمل شركة سورية للأدوية.

## تعرضها للتحرش
بعد تخرجها في الجامعة تعرَّضت لحادثة تحرُش من المخرج وديع يوسف الذي دعاها لتجرِبة أداء في أستوديوهات المؤسسة العامَّة للسينما. قالت عنها: « بدأ بالتقاط الصور لي في الأستوديو الذي يقع في قبو المؤسسة، وكان يطلب مني اعتماد وضعيات جعلتني أشعر بعدم الارتياح، ثم قام بالتحرُّش بي، فصفعته وهربت باكية! هذه التجرِبة القاسية جعلتني أبتعد عن السينما».

## إدمانها وسجنها
فتحت مِلفَّات عن الفساد في جريدة الثورة السورية، فاصطدمت بشخصيات نافذة في الشركة، مما دفع أحد المديرين إلى وضع الهيروين لها في القهوة بوساطة عملاءَ له، وساءت حالتها تدريجيًّا، وبعد رفضها لأي شيء يمس كرامتها وشرفها اتهمت بالاتجار وحيازة المخدِّرات، وسُجنت خمسة عشر عامًا، امتدَّت على ثلاث مراحل. حُكم عليها بالإعدام، ثم خُفِّف الحُكم بمرسوم رئاسي، لتصبح العقوبة السجن مدَّة خمسة عشر عامًا، ثم خُفِّف إلى السجن مدَّة ثماني سنوات. وساعدها الفنان محسن غازي في الدوائر الرسمية والنيابة العامَّة والقضاء لاستخلاص أمر بإخلاء سبيلها مقابل كفالة. وتكفَّل رجل الأعمال ماهر العطار صاحب شركة العطار للإنتاج الفني بالنفقات المادية، لتخرج في مايو 2020 وتقيم عند أقرباء لها في مدينة حمص، فيما تتابع سفرها إلى العاصمة لاستصدار حُكم بالبراءة بعد قرار بالطعن تقدَّمت به النيابة العامة في دمشق ضدها. ولكنها وقعت مرَّةً أُخرى في دُوَّامة استدعاءات القضاء والشرطة.

## فصلها من نقابة الفنانين
في أثناء سَجنها فُصلت من نقابة الفنانين السوريين، لعدم تسديد التزاماتها المالية! وبعد خروجها من السجن رفض نقيب الفنانين الممثل زهير رمضان عودتها إلى العمل برغم إظهار تعاطفه معها، معلنًا أن قانون النقابة لا يسمح لها بذلك، بعد انقطاعها عن النقابة وقضائها خمسة عشر عامًا في السجن في قضية مخدِّرات، وقانون النقابة سواء القديم أو الجديد يمنع عودتها. وبيَّن أن الشروط التي يحدِّدها القانون الجديد هو أن يكون العمر لا يتجاوز الأربعين عامًا، وكذلك ألا يكون الفنان محكومًا، فمن ضمن الأوراق الثبوتية لطلب العضوية وثيقة غير محكوم (لا حُكمَ عليه) ولا يمكنها الحصول عليها.

## أعمالها

### في التلفزة
| سنة الإنتاج | اسم المسلسل                   | الشخصية      |
| ----------- | ----------------------------- | ------------ |
| 2024        | الصديقات                      | ضيف شرف      |
| 2024        | اغمض عينيك                    | ضيف شرف      |
| 2024        | العربجي ج٢                    | ضيف شرف      |
| 2024        | كسر عضم السراديب              | ضيف شرف      |
| 2024        | مال القبان                    | ضيف شرف      |
| 2023        | مربى العز                     | ام الشيخ     |
| 2022        | شرف                           | ضيف          |
| 2022        | أبجد هلوس                     |              |
| 2004        | أهل المدينة                   | ضيف          |
| 1999        | أهل وحبايب                    |              |
| 1999        | جواد الليل                    | أم جواد      |
| 1999        | من الرأس إلى القدم -برنامج    |              |
| 1998        | دائرة الاتهام                 | المحامية هند |
| 1996        | شقفة حجر                      |              |
| 1995        | طقوس الحب والكراهية           | رغدة         |
| 1994        | السندباد الجوي-سهرة تلفزيونية |              |
| 1993        | تعاليل                        |              |
| 1992        | سكان الريح                    | ابنة صافي    |
| 1990        | أصايل                         |              |
| 1990        | النصائح الثلاث                |              |
| 1989        | الرجل الأخير                  | سلوى         |
| 1989        | الذئاب                        | جومانا       |
| 1989        | شجرة النارنج                  | ليلى         |
| 1989        | وجوه وأقنعة                   | ندى          |
| 1988        | الطبيبة                       | فاتن         |
| 1983        | بيوت في مكة                   | ريحانة       |
| 1981        | تجارب عائلية                  | سمر          |
| 1980        | الكواكبي                      | قمر الزمان   |
| 1980        | حرب السنوات الأربع            | حكيمة        |
|             | التلاؤم- ثلاثية               | ندى          |
|             | أوراق امرأة                   |              |
|             | أحلام زائفة                   |              |
|             | جسر من حنان                   |              |
|             | رجل ضد هذا الزمان             |              |
|             | قلوب في دوامة                 |              |
|             | نهاية صيف                     |              |

### في السينما
| سنة الإنتاج | الفيلم           | الشخصية |
| ----------- | ---------------- | ------- |
| 1984        | الحدود           | عبير    |
| 1988        | نجوم النهار      | ثناء    |
| 1993        | الرقص مع الشيطان | هند     |

## روابط خارجية
- صباح السالم على موقع قاعدة بيانات الأفلام العربية